# Рахманжонов, Ахроржон Шавкатжонович
Ахроржон Шавкатжонович Рахманжонов (1 января 1986) — киргизский футболист, защитник.

## Биография
Дебютировал в высшей лиге Кыргызстана в 2005 году в составе клуба «Жаштык-Ак-Алтын». В команде из Кара-Суу провёл пять сезонов, за это время неоднократно становился бронзовым призёром чемпионата страны (2005, 2006, 2007, 2009) и финалистом Кубка Кыргызстана (2005, 2006, 2008).
В 2010 году перешёл в клуб «Нефтчи» (Кочкор-Ата), с которым завоёвывал золотые (2010) и серебряные (2011) награды чемпионата Кыргызстана, дважды (2010, 2011) был финалистом национального Кубка, а в 2011 году стал обладателем Суперкубка Кыргызстана. В 2011 году принимал участие в Кубке президента АФК, сыграл 4 матча.
В 2012 году играл за ошский «Алай» и стал бронзовым призёром чемпионата, после чего более не выступал в высшей лиге.